# Veronika Hagen
Veronika Hagen (Salzburgo, 1963) es una violista austriaca. 

## Biografía
A los seis años, recibió sus primeras enseñanzas musicales bajo la guía de su padre, por aquel entonces violinista concertino de la Orquesta Mozarteum. Continuó sus estudios en la Escuela Superior de Música de Salzburgo con el Profesor Helmut Zehetmair y en la Escuela Superior de Música de Hannover con el Profesor Hatto Beyerle. Durante sus estudios, fue galardonada con varios premios, entre ellos, el del Concurso Internacional de Viola de Budapest en 1984.
Veronika Hagen es miembro fundador del Cuarteto Hagen, que ha actuado en los centros más prestigiosos de todo el mundo. Su evolución creativa está documentada en numerosas grabaciones del sello Deutsche Grammophon.
Además de sus actividades como solista, actúa conjuntamente con Elena Bashkirova, Joshua Bell, Gérard Caussé, Augustin Dumay, Ivry Gitlis, Paul Gulda, Tatjana Grindenko, Steven Isserlis, Gidon Kremer, Alexander Lonquich, Heinrich Schiff, por citar algunos.  Durante su asociación musical con el pianista Paul Gulda, grabó un CD con las Sonatas de Brahms para el sello DGG en 1997.
Como solista e intérprete de música de cámara es invitada regularmente a participar en Festivales Internacionales como los de Salzburgo, Lockenhaus, Lucerna, Kuhmo, Prussia Cove, Edimburgo y muchos otros.
En 1998, Veronika Hagen ofreció el estreno en Alemania del nuevo Concierto para viola de Sofia Gubaidulina, bajo la dirección de Andrej Boreyko, con la Staatsphilharmonie Rheinland-Pfalz. En 2000, ha grabado para DGG la Concertante de Mozart con el violinista Augustin Dumay y la Camerata de Salzburgo. Durante la temporada 2001-2002 ha actuado, entre otras orquestas, con la Sinfónica de Tokio, la Orquesta de La Suisse Romande y la Camerata de Salzburgo. Verónica Hagen toca una viola Giovanni Paolo Magini (Brescia) de la colección del Banco Nacional de Austria.